# Rosenau, Brandenburg
Rosenau är en kommun i Tyskland, belägen i Landkreis Potsdam-Mittelmark i västra utkanten av förbundslandet Brandenburg. Kommunen ingår administrativt i kommunalförbundet Amt Wusterwitz, vars säte ligger i den närbelägna orten Wusterwitz.

## Administrativ indelning
De fyra orter  Viesen, Rogäsen, Zitz och Warchau utgör Ortsteile, administrativa kommundelar. Alla var kommuner fram till den 31 december 2001.

## Kända personer
- Franz Ziegler (1803-1876), politiker och författare.